# Ferdinand Charles Joseph d'Autriche-Este
Ferdinand Charles Joseph Victor d'Autriche-Este (25 avril 1781, à Milan - 5 novembre 1850, à Altmünster) est un archiduc d'Autriche. Il fut Feldmarschall pendant les Guerres napoléoniennes et gouverneur général de Galicie et de Transylvanie.

## Biographie
Ferdinand Charles Joseph Victor d'Autriche-Este naît le 25 avril 1781, à Milan. Deuxième fils de l'archiduc Ferdinand d'Autriche-Este, fils de Marie-Thérèse et de François Ier, et de Marie-Béatrice de Modène, il est donc le frère cadet du duc François IV de Modène et l'aîné de l'impératrice Maria-Ludovica.
En 1796, sa famille est chassée de ses duchés par les armées révolutionnaires françaises et se réfugie en Autriche. Il entre à l'académie militaire de Wiener Neustadt.
Ferdinand d'Autriche-Este rejoint l'armée en 1799. Il assiste, le 26 septembre 1799, à la prise de Mannheim, et participe à la campagne d'Allemagne, en 1800, sous les ordres de Kienmayer. Après la paix, il reçoit la croix de Chevalier de l'Ordre militaire de Marie-Thérèse.
Pendant la campagne d'Allemagne de 1805, il se voit confier le commandement de l'armée du Danube. Chef nominal, il est en fait subordonné à son chef d'état-major Karl Mack. Pendant la campagne d'Ulm, son armée est encerclée par les forces de Napoléon. Après avoir réussi à s'échapper, il rejoint la Bohême et rassemble des troupes pour défendre la frontière contre les Français et leurs alliés bavarois. Il remporte une victoire sur les Bavarois à Havlíčkův Brod (Deutsch Brod) le  3 décembre 1805 mais la débâcle de l'armée autrichienne à Austerlitz rend ce succès inutile.
Après la signature de la paix, l'archiduc reçoit un commandement en Moravie.

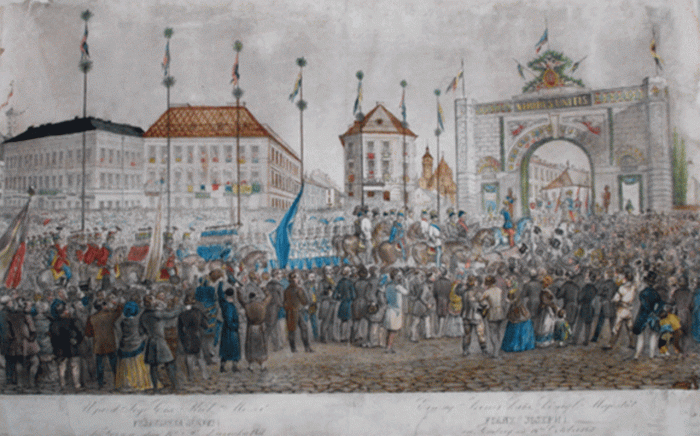
La place Ferdinand en son honneur, il est gouverneur de Galicie, à Lviv.

Lors la campagne de 1815, il commande l'armée autrichienne de réserve qui se dirige vers la France.
Après la Révolution de 1846 en Galicie, il démissionne de son poste et se rend en Italie, auprès de son neveu, le duc François V de Modène.
Ferdinand d'Autriche-Este meurt au château d'Ebenzweier, près d'Altmünster, alors qu'il rendait visite à son frère l'archiduc Maximilien, après deux mois de souffrances, le 5 novembre 1850, à l'âge de 69 ans.